# Ecnomus maheensis
Ecnomus maheensis is een schietmot uit de familie Ecnomidae. De soort komt voor in het Afrotropisch gebied.